# بوقرنين

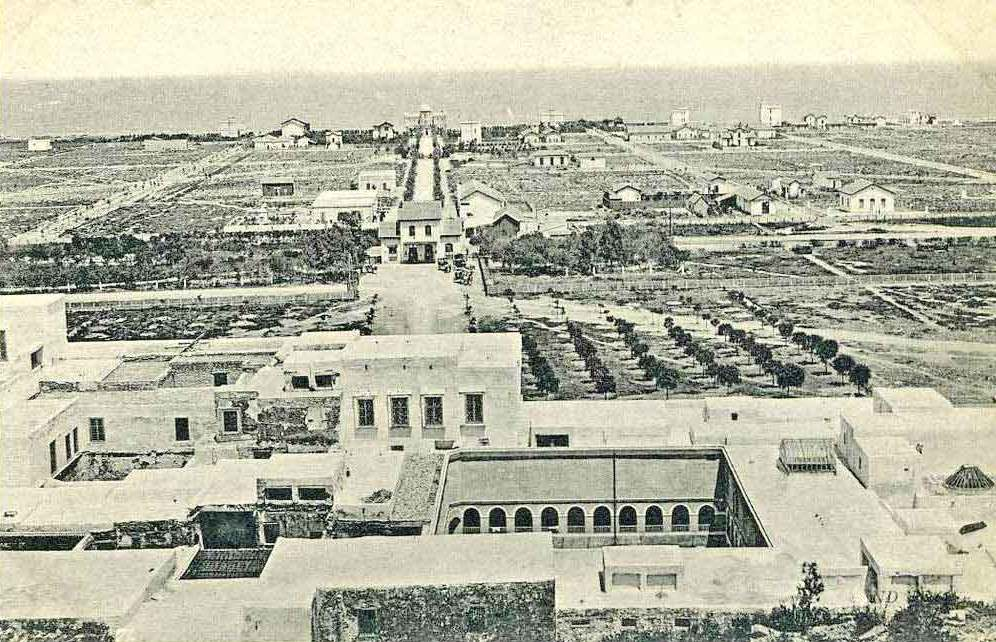
حمام الأنف (بوقرنين) حوالي عام1900

بوقرنين هو حي سكني تابع لمدينة حمام الأنف في ولاية بن عروس في تونس. يسكن هذا الحي حوالي 6.000 نسمة ويتبع هذا الحي خط الضاحية الجنوبية لتونس.

## التسمية
تسمية بوقرنين تأتي من أسم الجبل القريب لحمام الأنف وهو جبل بوقرنين وهو يمثل محمية طبيعية بلجبل فيها العديد من أنواع النباتات والحيوانات